# Holnon
Holnon é uma comuna francesa na região administrativa de Altos da França, no departamento de Aisne. Estende-se por uma área de 6,37 km². Em 2010 a comuna tinha 1 414 habitantes (densidade: 222 hab./km²).